# Congregatio Jesu
La Congregatio Jesu (sigla C.J.; fino al 2003 Istituto della Beata Vergine Maria) è un istituto religioso femminile di diritto pontificio: le suore di questa congregazione sono dette dame inglesi.

## Storia

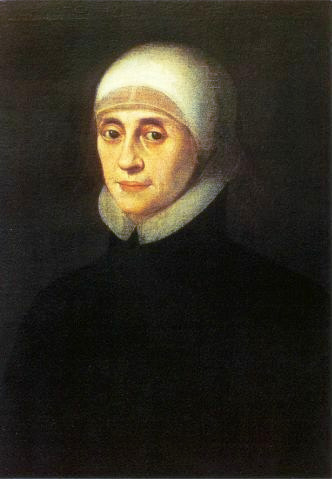
Mary Ward, fondatrice della congregazione

La congregazione fu fondata da Mary Ward: nata in Inghilterra, ma di fede cattolica, desiderosa di abbracciare la vita religiosa, si trasferì nell'Europa continentale e nel 1609, a Saint-Omer, diede inizio alla nuova famiglia religiosa. Finalità dell'istituto era l'opera missionaria a favore dell'Inghilterra e a tale scopo aprì una scuola e un pensionato destinato alle fanciulle inglesi di famiglia nobile, al quale venne affiancata una scuola per le ragazze del popolo.
Nelle intenzioni della fondatrice le sue religiose avrebbero dovuto costituire un istituto centralizzato, soggetto all'autorità di un'unica superiora generale, e avrebbero dovuto seguire le costituzioni della Compagnia di Gesù (ciò valse alle dame inglesi il nomignolo spregiativo di "gesuitesse").
La congregazione si diffuse rapidamente arrivando a contare case in Belgio, in Germania, in Italia, in Austria e Inghilterra, ma le forti perplessità della Curia Romana sul modello organizzativo dell'istituto e i sospetti di eresia che iniziavano a gravare sulla Ward spinsero papa Urbano VIII a sopprimerla con la bolla Pastoralis Romani Pontificis del 13 gennaio 1631: alle suore venne comunque consentito di continuare la vita comunitaria, anche se in forma privata, e di dedicarsi all'educazione.
Non riuscendo a ottenere il riconoscimento pontificio, attorno al 1700 Anna Barbara Babthorpe, nuova superiora della congregazione, decise di trasferire la casa generalizia da Roma a Monaco di Baviera dove, grazie al sostegno dei principi elettori, ottenne da papa Clemente XI il breve Inscrutabili divinae Providentiae (13 giugno 1703), con il quale vennero approvate le regole delle dame inglesi, ma non il loro istituto: la regola approvata dal pontefice era composta da 81 norme prese dalle costituzioni della Compagnia di Gesù e fu la legge fondamentale dell'Istituto sino al 1935, quando la Santa Sede approvò delle nuove costituzioni.
Nel 1745 il vescovo di Augusta Giuseppe d'Assia proibì alle religiose delle due case dell'Istituto situate nella sua diocesi (Augsburg e Mindelheim) di riconoscere l'autorità della superiora generale di Monaco e di venerare la memoria della loro fondatrice: questo conflitto di giurisdizione indusse papa Benedetto XIV a emanare un nuovo breve, il Quamvis iustus (30 aprile 1749), con il quale approvò formalmente la carica della superiora generale, ma proibì alle Dame Inglesi di riconoscere la Ward come fondatrice (per non contraddire la bolla del suo predecessore Urbano VIII).
Il divieto di considerare fondatrice la Ward venne rimosso solo il 6 aprile 1909 da papa Pio X; per sottolineare l'ispirazione ignaziana dell'organizzazione e della spiritualità dell'Istituto, nel 2003 le Dame Inglesi hanno adottato il nome di Congregatio Jesu.

## Attività e diffusione
Le dame inglesi svolgono il loro apostolato dell'educazione attraverso scuole, convitti, direzione di gruppi giovanili, orfanotrofi e altre opere di assistenza; in terra di missione si dedicano anche all'assistenza ospedaliera e alle opere parrocchiali.
Le suore della Congregatio Jesu sono presenti in Europa (Austria, Repubblica Ceca, Germania, Italia, Moldavia, Regno Unito, Romania, Russia, Slovacchia, Spagna, Ucraina, Ungheria), in Asia (Corea del Sud, India, Mongolia, Nepal), nelle Americhe (Argentina, Brasile, Cile, Cuba), nello Zimbabwe e a Gerusalemme; la sede generalizia è in via Nomentana a Roma.
Alla fine del 2011 la congregazione contava 1.818 religiose in 290 case.